# Châtillon (België)
Châtillon (Waals: Tchekion) is een plaats in de Gaume en sinds de fusie van gemeentes in het arrondissement Virton in 1977 een deelgemeente van Saint-Léger in de Belgische provincie Luxemburg. Bij Châtillon ontspringt het riviertje de Ton.

## Autokerkhof
Na de Tweede Wereldoorlog zijn in de omgeving van Châtillon door de Amerikaanse soldaten auto's achtergelaten, die de basis vormden voor een autokerkhof. Nadat een reportage van het VTM-programma De Zwarte Doos deze onder de aandacht bracht van urban explorers werd de toeloop zo groot dat de auto's in oktober 2010 zijn opgeruimd.

## Demografische ontwikkeling
- Bronnen:NIS, Opm:1831 tot en met 1970=volkstellingen

Châtillon · Meix-le-Tige · Saint-Léger

Belgische gemeenten · Arrondissement Virton · Luxemburg · Wallonië